# Sagahorwe
Sagahorwe är ett vattendrag i Burundi.   Det ligger i provinsen Kayanza, i den nordvästra delen av landet, 60 kilometer nordost om huvudstaden Bujumbura.
Omgivningarna runt Sagahorwe är en mosaik av jordbruksmark och naturlig växtlighet. Runt Sagahorwe är det tätbefolkat, med 397 invånare per kvadratkilometer.